# Szabinén
A szabinén a természetben is előforduló monoterpén. Kondenzált ciklopentán és ciklopropán gyűrűt tartalmaz.
A feketebors csípős ízét adja. A répamagolaj (carrot seed oil) egyik fő összetevője. A teafaolajban és kisebb mennyiségben a szerecsendió-olajban is jelen van.
Számos növény illóolajában megtalálható, pl. magyaltölgy (Quercus ilex), közönséges lucfenyő (Picea abies), nehézszagú boróka, kurkuma, majoránna, fehér üröm.

## Fizikai/kémiai tulajdonságok
Színtelen, optikailag aktív, jellegzetes szagú folyadék. Alkohollal elegyedik, éterben, benzolban oldódik, vízben oldhatatlan.

## Fordítás
Ez a szócikk részben vagy egészben  a   Sabinene című angol Wikipédia-szócikk fordításán alapul.  Az eredeti cikk szerkesztőit annak laptörténete sorolja fel. Ez a jelzés csupán a megfogalmazás eredetét és a szerzői jogokat jelzi, nem szolgál a cikkben szereplő információk forrásmegjelöléseként.